# 2.ª Divisão de Exército
A 2.ª Divisão do Exército (2.ª DE) é um comando operacional do Exército Brasileiro sediado em São Paulo e subordinado ao Comando Militar do Sudeste. Ela comanda a 11.ª Brigada de Infantaria Mecanizada e a 12.ª Brigada de Infantaria Leve (Aeromóvel).

## Organização
A data de criação oficial da 2.ª DE é 29 de outubro de 1952, quando o comando de sua antecessora, a 2.ª Divisão de Infantaria (2.ª DI), foi separado da 2.ª Região Militar (2.ª RM). A 2.ª DI existia antes de 1952, mas seu comando e o da 2.ª RM eram exercidos pelo mesmo oficial. Ambas eram sediadas em São Paulo e subordinadas à Zona Militar Centro, posterior II Exército e atual Comando Militar do Sudeste (CMSE). Em 1961 a 2.ª DI tinha um efetivo de 5.487 praças, comandando o 4.º, 5.º e 6.º Regimentos de Infantaria (RIs), o 2.º Regimento de Obuses de 105 mm (2.º RO 105), 2.º Grupo de Obuses de 155 mm (2.º GO 155) e 2.º Batalhão de Engenharia de Combate (2.º BE Cmb), entre outras formações.
Nas reformas militares dos anos 70, em 1971 a 2.ª DI tornou-se 2.ª Divisão de Exército, composta de uma brigada de infantaria blindada, a 11.ª, outra de infantaria motorizada, 12.ª, e uma Artilharia Divisionária (AD/2). A AD/2 foi extinta em 1985, dando lugar a uma brigada de artilharia de costa e antiaérea subordinada ao CMSE. As duas brigadas de infantaria mais tarde mudariam de natureza: a 12.ª tornou-se aeromóvel em 1995, e a 11.ª perdeu seus blindados em 2005, tornando-se de infantaria leve, para então receber novos veículos a partir de 2021, tornando-se infantaria mecanizada.

### Componentes atuais
- Comando da 2ª. Divisão de Exército - São Paulo[7]
- Companhia de Comando da 2.ª Divisão de Exército - São Paulo
- 11.ª Brigada de Infantaria Mecanizada – Campinas[8]
  - Companhia de Comando da 11.ª Brigada de Infantaria Mecanizada - Campinas
  - 4.º Batalhão de Infantaria Mecanizado - Osasco
  - 28.º Batalhão de Infantaria Mecanizado - Campinas
  - 37.º Batalhão de Infantaria Mecanizado - Lins
  - 13.º Regimento de Cavalaria Mecanizado - Pirassununga
  - 2.º Grupo de Artilharia de Campanha - Itu
  - 2.º Batalhão Logístico - Campinas
  - 11.ª Companhia de Engenharia Mecanizada - Pindamonhangaba
  - 2.ª Companhia de Comunicações Mecanizada - Campinas
  - 11.º Pelotão de Polícia do Exército - Campinas
- Brigada de Infantaria Aeromóvel - Caçapava[9]
  - 2.º Batalhão de Infantaria Leve - São Vicente
  - 5.º Batalhão de Infantaria Leve - Lorena
  - 6.º Batalhão de Infantaria Leve - Caçapava
  - 20.º Grupo de Artilharia de Campanha Leve - Barueri
  - 22.º Batalhão Logístico Leve - Barueri
  - Companhia de Comando da 12.ª Brigada de Infantaria Leve - Caçapava
  - 1.º Esquadrão de Cavalaria Leve - Valença
  - 5.ª Bateria de Artilharia Antiaérea Leve - Osasco
  - 12.ª Companhia de Engenharia Leve - Pindamonhangaba
  - 12.ª Companhia de Comunicações Leve - Caçapava
  - 12.º Pelotão de Polícia do Exército - Caçapava
- 12.º Grupo de Artilharia de Campanha - Jundiaí
- 2.º Batalhão de Engenharia de Combate - Pindamonhangaba

## Operações
A maior parte da 2.ª Divisão de Infantaria aderiu à Revolução Constitucionalista de 1932, formando, juntamente com a Força Pública de São Paulo, a espinha dorsal do exército constitucionalista. Ao marchar contra o Rio de Janeiro, a 2.ª Divisão de Infantaria em Operação, comandada por Euclides Figueiredo, foi barrada pelas forças governistas no vale do Paraíba, onde se travou a frente leste do conflito. Na década seguinte, vários componentes da divisão participaram da Força Expedicionária Brasileira.
Em 1955 a divisão estava sob o comando do general Tasso de Oliveira Tinoco, que tentou mobilizar seus comandados contra o Movimento de 11 de Novembro, mas não encontrou apoio suficiente entre os demais comandantes em São Paulo. Como resultado, ele ficou sem comando até 1958. Seu sucessor por um curto período foi o general Arthur da Costa e Silva.
Á época do golpe de Estado de 1964, a Divisão era comandada pelo general Aluísio de Miranda Mendes. Embora integrante do “dispositivo militar” governista, ele não se manteve fiel ao governo e aderiu ao golpe, liderando sua divisão em operações na região de Resende, Rio de Janeiro. Outra parte da divisão foi enviada ao Paraná.